# Shredder (film)
Pour les articles homonymes, voir Shredder (homonymie).
Pour plus de détails, voir Fiche technique et Distribution.
Shredder est un film américain réalisé par Greg Huson, sorti en 2003.

## Synopsis
Un groupe de jeunes snowboardeurs se rend dans une station de ski, laquelle a été rachetée par le père de Kimberly, une fille du groupe. Mais un dangereux meurtrier les traque un par un.

## Fiche technique
- Titre : Shredder
- Réalisation : Greg Huson
- Scénario : Greg Huson, Craig Donald Carlson
- Photographie : Charles A. Schner
- Musique : Alan Derian
- Production : Rory Veal, Geof Miller
- Société de production : Iris Entertainment
- Genre : Comédie horrifique
- Durée : 86 minutes

## Distribution
- Scott Weinger : Cole
- Lindsey McKeon : Kimberly
- Juleah Weikel : Pike
- Billy O' : Skyler
- Holly Towne : Robyn
- Peter Riggs : Kirk
- Brad Hawkins : Christophe
- Candace Moon : Shelly / Evil Skier